# Липова Дача (заповідне урочище)
Ли́пова Да́ча — заповідне урочище в Україні. Розташоване в межах Лубенського району Полтавської області, на захід від села Галяве. 
Площа 619 га. Статус присвоєно згідно з рішенням облвиконкому від 17.04.1992 року № 74, рішення облради від 24.12.2002 року. Перебуває у віданні ДП «Пирятинський лісгосп» (Чорнухинське л-во, кв. 19-31). 
Статус присвоєно для збереження лісового масиву з насадженнями клена, липи, дуба, рідше — граба. Збереглися вікові дуби. До південної частини масиву прилягає автошлях Р 60.